# Lijst van burgemeesters van Deventer
Dit is een lijst van burgemeesters van de Nederlandse gemeente Deventer in de provincie Overijssel vanaf 1811. Per 1 januari 1999 werden de gemeenten Diepenveen en Deventer samengevoegd en op 1 januari 2005 kwam ook de gemeente Bathmen bij de gemeente Deventer
| Ambtsperiode                                | Foto | Naam burgemeester                                           | Partij of stroming | Bijzonderheden                                                                   |
| ------------------------------------------- | ---- | ----------------------------------------------------------- | ------------------ | -------------------------------------------------------------------------------- |
| 1811-1814                                   |      | Abraham Johan van Suchtelen                                 |                    |                                                                                  |
| 1813-1818                                   |      | Hendrik Willem van Marle                                    |                    |                                                                                  |
| 1815-1821                                   |      | Joan Jacobson                                               |                    |                                                                                  |
| 1816-1820                                   |      | jhr. Arnold Jan Bernard van Suchtelen van de Haere          |                    |                                                                                  |
| 1818-1824                                   |      | Jan Wolter Jacob IJssel de Schepper                         |                    |                                                                                  |
| 1821-1822                                   |      | Hendrik Willem van Marle                                    |                    | 2e termijn                                                                       |
| Met ingang van 1824 is er één burgemeester. |      |                                                             |                    |                                                                                  |
| 1824-1829                                   |      | jhr. Arnold Jan Bernard van Suchtelen van de Haere          |                    | 2e termijn                                                                       |
| 1829-1831                                   |      | Jan Wolter Jacob IJssel de Schepper                         |                    | 2e termijn                                                                       |
| 1831-1837                                   |      | mr. Martinus van Doorninck                                  |                    |                                                                                  |
| 1837-1847                                   |      | Rudolph van Hoëvell tot Nijenhuis                           |                    |                                                                                  |
| 1847-1853                                   |      | mr. Hendrik van Loghem                                      |                    |                                                                                  |
| 1853-1865                                   |      | mr. Gerard Dumbar                                           | Thorbeckiaan       |                                                                                  |
| 1865-1882                                   |      | mr. Hendrik Rudolph van Marle                               | Liberaal           | Werd kantonrechter.                                                              |
| 1883-1913                                   |      | Willem Hendrik Feije van Heemstra                           |                    |                                                                                  |
| 1914-1929                                   |      | jhr. mr. Tjaard Anne Marius Albert van Humalda van Eijsinga |                    |                                                                                  |
| 1929-1945                                   |      | mr. Frederik Willem Reinhard Wttewaall                      |                    | Door de bezetter geschorst van 1944 tot 1945.                                    |
| 1944-1945                                   |      | Hendrik van der Molen                                       |                    | Waarnemend, door de bezetter benoemd.                                            |
| 1945                                        |      | Hendrik Jan Ankersmit                                       | VVD                | Door het militair gezag als waarnemer benoemd.                                   |
| 1945-1946                                   |      | ir. Cornelis Adrianus Doets                                 |                    | Waarnemend burgemeester.                                                         |
| 1946-1957                                   |      | mr. Hugo Willibrord Bloemers                                | Partijloos         | Werd commissaris van de Koningin in Gelderland.                                  |
| 1957-1975                                   |      | mr.dr. Nicolaas Bolkestein                                  | PvdA               | Was burgemeester van Middelburg.                                                 |
| 1975-1984                                   |      | Hessel Posthuma jr.                                         | PvdA               |                                                                                  |
| 1984-1993                                   |      | mr. Cees Waal                                               | PvdA               | Was wethouder in Leiden.                                                         |
| 1994-2007                                   |      | jhr.drs. James van Lidth de Jeude                           | PvdA               | Was wethouder in Utrecht                                                         |
| 2007-2018                                   |      | Andries Heidema                                             | CU                 | Was burgemeester van Neder-Betuwe. Werd commissaris van de Koning in Overijssel. |
| 2018-heden                                  |      | Ron König                                                   | D66                | Waarnemend tot 6 juni 2019. Was wethouder in Rheden en Arnhem.                   |